# Куп Србије у рагбију 15 2024.
Куп Србије у рагбију петнаест 2024. било је 66. издање Купа наше државе у рагбију 15. Учествовала су три српска аматерска рагби клуба. 
Куп су освојили рагбисти београдског Рада, пошто су у финалу у Панчеву, победили Динамо.Грађевинари са Бањице су тако освојили десети национални куп у њиховој клупској историји.

## Организација
Организатор је био Рагби савез Србије.

## Учесници

### Крушевац
- Град, Држава: Крушевац, Србија.
- Основан: 1983.
- Надимак: "Вукови".
- Боје дреса: Наранџаста и црна.

### Динамо Панчево
- Град, Држава: Панчево, Србија.
- Основан: 1954.
- Надимак: "Дивљи вепрови".
- Боје дреса: Плава и бела.

### Рад
- Град, Држава: Београд, Србија.
- Основан 1996. Некадашњи "Победник".
- Надимак: "Грађевинари".
- Боје дреса: Плава и бела.

## Полуфинале
Динамо Панчево - Крушевац 26-20

## Финале
| Рад | 53 – 0 | Динамо Панчево |
| --- | ------ | -------------- |
|     |        |                |

| Победник Купа Републике Србије у рагбију петнаест 2024. |
| ------------------------------------------------------- |
| Рад 10. куп                                             |